# Danny Fonseca
Danny Alberto Fonseca Bravo (Birricito, 7 novembre 1979) è un ex calciatore costaricano, di ruolo centrocampista.